# Kajana härad
Kajana härad är ett härad i Kajanaland, tidigare i Uleåborgs län, i Finland.
Ytan (landsareal) var 1910 21.409,0 km²; häradet hade 31 december 1908 46.905 invånare med en befolkningstäthet av 2,2 inv/km².

## Ingående kommuner
De ingående landskommunerna var 1910 som följer:
- Hyrynsalmi
- Kajana, finska: Kajaani
- Kuhmoniemi, bytte namn till Kuhmo 1935
- Paldamo, finska: Paltamo
- Puolango, finska: Puolanka
- Ristijärvi
- Suomussalmi (Kianto)
- Sotkamo
- Säräisniemi
- Vuolijoki

Som en följd av kommunsammanslagningar och överföringar mellan härader består häradet sedan 2007 av Kajana stad samt Paldamo, Ristijärvi och Sotkamo kommuner.